# Мартин, Шарлотта
Шарло́тта Энн Ма́ртин (англ. Charlotte Ann Martin; 31 октября 1976, Чарлстон, Иллинойс, США) — американская певица и автор песен.

## Биография
Шарлотта Энн Мартин родилась 31 октября 1976 года в Чарлстоне (штат Иллинойс, США) в семье музыкального профессора Джозефа Мартина и администратора программы для умственно отсталых взрослых Бекки Мартин.
Шарлотта начала свою музыкальную карьеру в 1998 году и к 2012 году она выпустила 8 студийных музыкальных альбома: 
- Mystery, Magic & Seeds (1998)
- One Girl Army (2001)
- On Your Shore (2004)
- Stromata (2006)
- Reproductions (2007)
- Piano Trees (2009)
- Dancing on Needles (2011)
- Hiding Places (2012)
- Water Breaks Stone (2014).

С 30 сентября 2005 года Шарлотта замужем за музыкантом Кеном Эндюсом (род.1967). У супругов есть двое детей — сын Ронен Джозеф Эндрюс (род.04.05.2008) и дочь Стелла Джин Эндрюс (род.09.03.2011). В мае 2007 года, до рождения своего первенца, Мартин перенесла выкидыш.